# Rue de Créqui
La rue de Créqui est une très longue rue qui traverse les 6e, 3e et 7e arrondissements de la ville de Lyon, en France.

## Situation et accès
La rue de Créqui est une longue ligne droite d'environ 3 km, tout comme la rue Duguesclin ou encore la rue Vendôme, qui traverse trois arrondissements de Lyon (les 6e, 3e et 7e), dans le sens nord-sud. Elle débute au nord du 6e, au niveau du parc de la Tête-d'Or, quelques mètres en amont du boulevard des Belges, pour s'achever sur la grande rue de la Guillotière dans le 7e. Elle longe la place Guichard, près de la Bourse du travail dans le 3e arrondissement. Les plaques signalant le nom de cette rue comportent ou non la particule « de » : on peut donc ainsi être « rue de Créqui » ou « rue Créqui » en fonction de l'endroit où l'on se trouve dans la rue.

## Origine du nom
La rue de Créqui a été nommée en hommage à une famille de l'Artois dont plusieurs membres étaient célèbres, notamment Charles Ier (v. 1575 - 1638), duc de Lesdiguières, lieutenant général de la Dauphine, de qui la rue porte le nom,.

## Historique
Elle a été créée entre la Restauration et la fin du Second Empire : elle a d'abord été ouverte jusqu'au cours Lafayette au début du XIXe siècle, qui faisait alors partie du 3e arrondissement en 1860 et a été finalement achevée par sa partie est vers 1875. Au nord, la rue fut alors appelée par son nom actuel, mais à cette époque elle s'arrêtait au monument des victimes du siège de Lyon, qui était beaucoup plus grand qu'aujourd'hui. La rue fut appelée rue de la Concorde en 1848 ; la partie sud reçut le nom de rue des Martyrs entre 1872-1874, ayant été nommée ainsi en mémoire des massacres sous la Terreur (1793-1794). Enfin, elle fut appelée rue de Créqui en 1878. Son extension fut approuvée par le Conseil municipal le 27 mars 1890.
L'endroit où se dresse le monument aux morts était auparavant un terrain vague. Une chapelle expiatoire a été construite par le comte d'Artois à partir du 21 octobre 1814. Les travaux ont repris en 1817 et la première messe y a été célébrée le 29 mai 1819.
Le dessinateur Jean Dumas habita la rue en 1885.

## Description et architecture
La rue débute avec deux larges immeubles donnant sur le boulevard des Belges, puis elle est bordée par des bâtiments du XXe siècle, excepté près du cours Franklin Roosevelt où les constructions sont plus anciennes. Des bâtiments administratifs de différentes tailles sont regroupés au niveau de la rue Royer. Plusieurs magasins sont décorés avec des fresques dans le 6e arrondissement. Ensuite, après la rue Mazenod on trouve des maisons plus anciennes, après la rue Rancy des espaces verts et un terrain de jeux et, après l'avenue Félix-Faure, un terrain de pétanque.
Les monuments célèbres de la rue incluent la Bourse du Travail et quelques bâtiments religieux, principalement construits au cours du XIXe siècle : église de la Rédemption, église Saint-Pothin, église anglicane, mémorial des martyrs de Lyon, chapelle Sainte-Croix, église Saint Louis. La rue compte principalement des cabinets d'avocats, une bibliothèque, quelques restaurants et la Croix Rouge Lyonnaise.